# Tuletorget

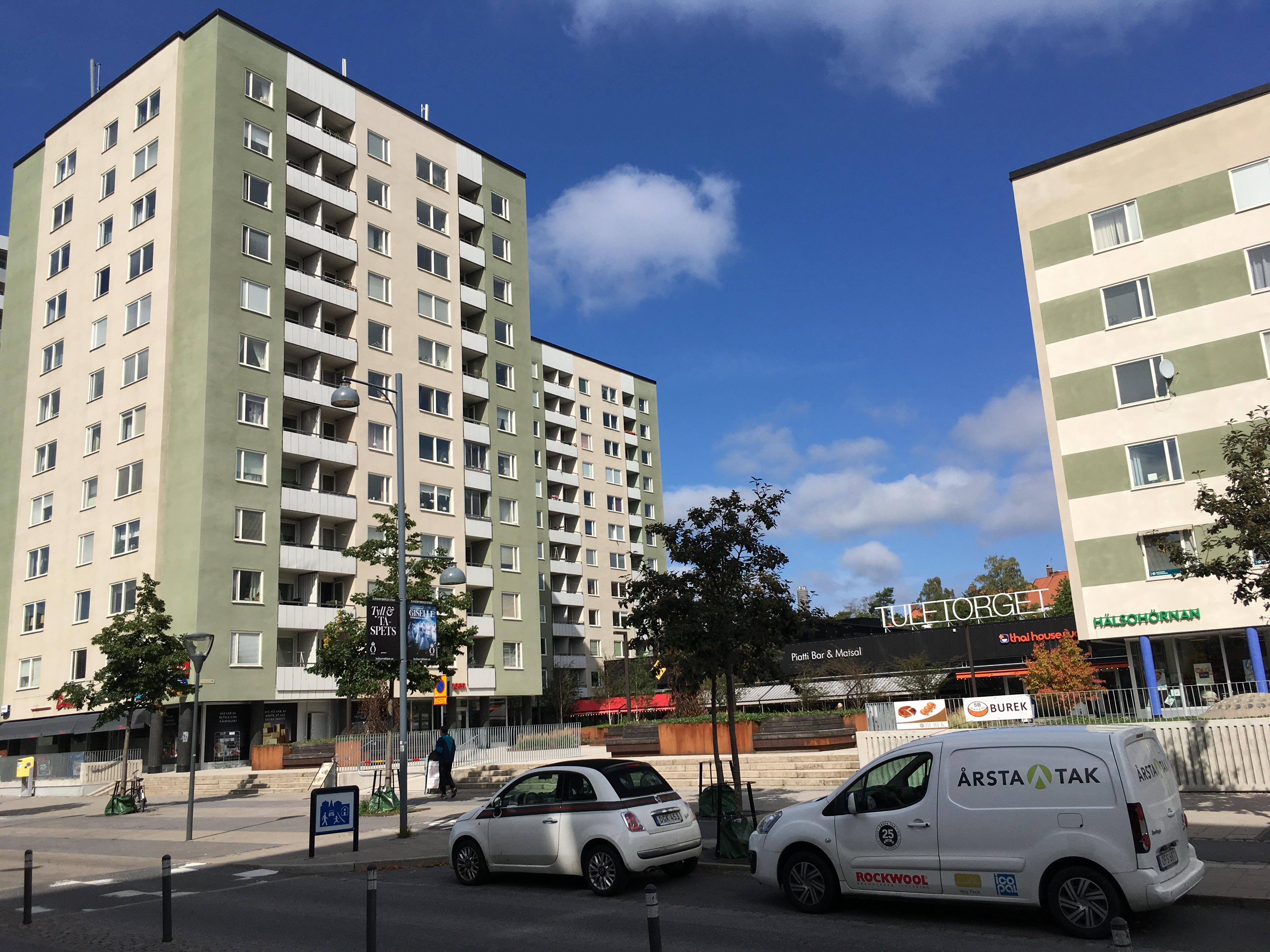
Tuletorget år 2019

Tuletorget är ett torg i Sundbyberg. Det invigdes 1964 tillsammans med en grupp höghus av miljonprogramstyp, uppförda av det kommunala bostadsbolaget Förvaltaren. Torget var då Sundbybergs modernaste köpcentrum, med underjordiskt garage, BP-mack, systembolag, Tempo, postkontor, apotek, tandläkare, frisör och skoaffär. Man lyckades dock inte locka kunder från centrala Sundbyberg, Lilla Alby eller någon annan del av Sundbyberg med resultatet att Tuletorget blev mer och mer öde redan under 1970-talet och många av affärerna tvingades slå igen. 2016 köptes fastigheten av Wallenstam som byggde två nya höghus – "Tuletornen" – och rustade upp torget som bland annat fick flera restauranger. 2021 såldes torget och dess fastigheter till SBB.